# 斎藤元宏
斎藤 元宏（さいとう もとひろ、1887年10月10日 - 1916年5月25日）は日本の陸軍軍人。最終階級は陸軍中尉。

## 生涯
山形県飽海郡南平田村（現酒田市）に生まれ、英次郎（後に元宏と改名）といった。鶴岡の荘内中学校（現鶴岡南高等学校）を中途退学して陸軍幼年学校へ進み、明治42年に陸軍士官学校を卒業（第21期生、石原莞爾と同期）。
卒業後旭川歩兵第26連隊に配属され、朝鮮虎島守備隊に派遣されるが、連隊の推挙により陸軍大学校へ進学。在学中青柳勝敏（大尉）等との交友関係から、中国大陸における袁世凱打倒の第二革命運動に関心を持ち、粛親王善耆（清朝太宗の長子豪格に始まる世襲親王家の第10世）が川島浪速等と図って結成した宗社党運動に共鳴。袁世凱打倒に共感する蒙古軍閥パブチャブ（巴布扎布）の招聘を受けて、学友星野麟と共に満州を経て、内蒙古ハラハ（哈拉哈）河畔の軍本陣へ入る。
参謀長として民族開放の名の下にまさに義挙の大事に進発しようとする矢先に、自ら敵情視察のため興安嶺索倫方面に出撃したまま、消息を絶つ。遺体はついに発見されなかったが、弾痕血痕を残した衣類や帽子などの遺品が発見されるに及んで、内蒙古トシイェト（図什業図）にて戦死したことが確認された。享年29。

## 略歴
- 1887年（明治20年） - 父・住吉、母・菊の二男として山形県飽海郡南平田村大字山谷字滝谷26に生まれる。
- 1902年（明治35年） - 広島陸軍地方幼年学校へ入学。
- 1907年（明治40年） - 陸軍士官学校へ入学（第21期生）。
- 1909年（明治42年） - 士官学校を卒業し歩兵少尉。旭川歩兵26連隊に配属。
- 1912年（明治45年） - 朝鮮永興湾要塞虎島守備隊に配属。
- 1913年（大正2年） - 同守備隊長。英次郎から元宏へ改名。連隊からの推挙により、陸軍大学を受験し、これを突破。
- 1915年（大正4年） - 陸軍大学校入校（第30期）。大礼記念章を授与される。在学中蒙古へ赴き、蒙古軍司令官パブチャブ（巴布札布）将軍と会見。
- 1916年（大正5年） - 蒙古軍へ参加。陸軍省より歩兵第52連隊付歩兵中尉を停職令を受ける（陸軍大学中退）。パブチャブ軍総参謀長として作戦中、内蒙古興安嶺索倫方面にて死亡。
- 1917年（大正14年） - 東京本郷麟祥院で烈士追悼会。川島浪速、石原莞爾、大川周明、内田良平、小磯國昭、川島芳子等出席。
- 1934年（昭和9年） - 粛親王の筆になる追悼碑が酒田日和山公園内に建立。石原莞爾、星野麟らが参列。
- 1977年（昭和52年） - 1945年（昭和20年）米軍進駐に際し土中に埋伏された碑を、有志がこれを掘り起し、日和山の招魂祭殿（通称招魂社）境内に復元再建。

## 栄典
- 1910年（明治43年）2月21日 - 正八位[1]
- 1913年（大正2年）4月21日 - 従七位[2]